# El col·legi dels animals màgics 3

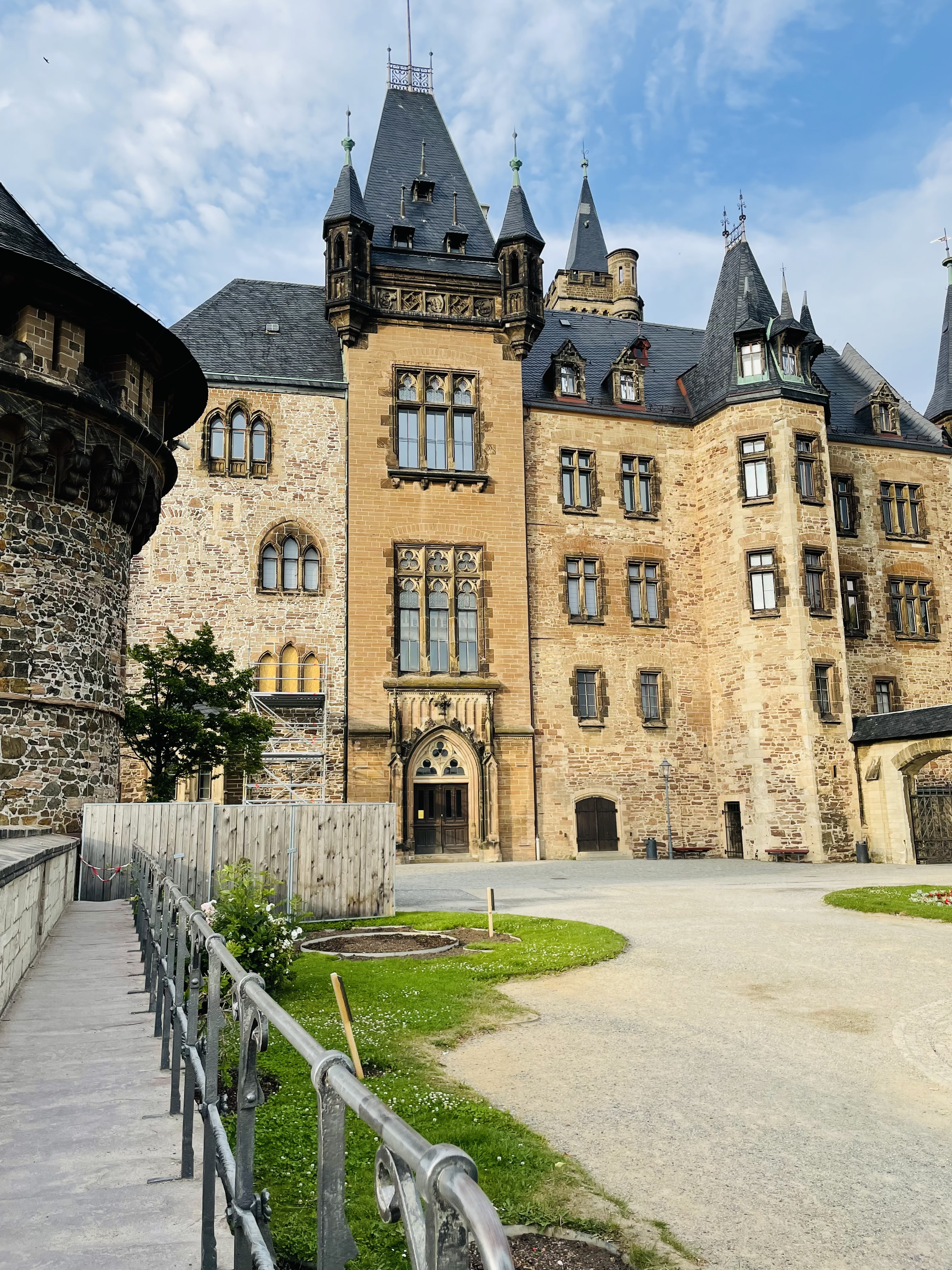
El castell de Wernigerode és l'escola Winterstein de la pel·lícula.

El col·legi dels animals màgics 3 (títol original en alemany, Die Schule der magischen Tiere 3) és la tercera pel·lícula basada en la saga de llibres homònima. Sven Unterwaldt va dirigir la pel·lícula, igual que va fer amb la segona part. L'estrena va tenir lloc el setembre de 2024. S'ha doblat al català.
El rodatge va acabar el setembre de 2023. Com la segona part de la saga, les escenes del pati de l'escola de l'escola Winterstein es van filmar al castell de Wernigerode. Altres punts de rodatge van ser a prop de Zittau, Bamberg, Colònia i Görlitz.
La pel·lícula es va estrenar als cinemes d'Alemanya i Àustria el 26 de setembre de 2024 amb la distribució Leonine. Amb més de 3 milions d'espectadors, El col·legi dels animals màgics 3 va ser la pel·lícula alemanya més reeixida del 2024 i la pel·lícula alemanya més exitosa des de Das perfekte Geheimnis el 2019.
El film va rebre el Premi Internacional Kingfisher per a produccions cinematogràfiques sostenibles.